# درخت پاکدامنی
درخت پاکدامنی، بَنگَرو، بنگله (نام علمی: Vitex pseudo-negundo) نام یک گونه از سرده پنج انگشت است.